# Famille Cheremetiev

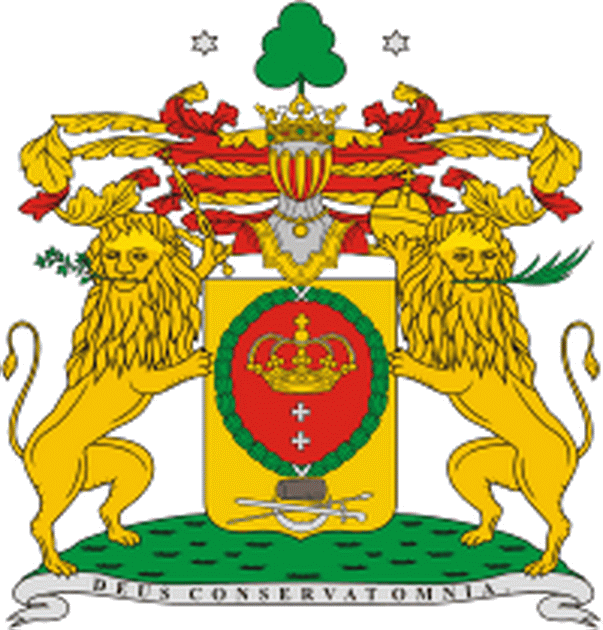
Armoiries de la famille Cheremetev

La famille Cheremetiev, Cheremetieff ou Cheremetev (en russe : Шереметев ou Шереметьев) est une famille de la noblesse russe dont sont issus plusieurs personnages célèbres.

## Histoire
Les Cheremetiev seraient issus d'Andreï Kobyla, boyard moscovite à l'époque d'Ivan Ier de Russie, au XIVe siècle. C'est à la cinquième génération suivante qu'apparaît Andreï Konstantinovitch Bezzoubtsev, connu sous le nom d'André Chérémet, ancêtre des Cheremetiev. Un grand nombre de boyards en sont issus aux XVIe et XVIIe siècles et de proches du tsar, comme Hélène qui épouse Ivan Ivanovitch le fils d'Ivan le Terrible, assassiné par son propre père dans un mouvement de colère en 1581. De nombreux Cheremetiev participent aux campagnes militaires contre les Tatars ou en Livonie, ainsi qu'à la prise de Kazan. Ils reçoivent des domaines près de Moscou, de Iaroslavl, de Riazan ou de Nijni Novgorod.
Leur ascension au sommet de l'État russe date du XVIIe siècle. Pierre Nikititch tient la forteresse de Pskov. Feodor Ivanovitch est l'un de ceux qui se rangent du côté de Michel Romanov lorsqu'il est choisi pour monter sur le trône de Russie et c'est un partisan du renforcement du pouvoir du zemski sobor. L'un des membres les plus éminents de cette famille est Boris Cheremetiev qui est le premier à recevoir le titre de comte en Russie, en 1706 après la prise d'Astrakhan.
Les Cheremetiev ont émigré majoritairement en France après la révolution de 1917, où leurs descendants — dont le comte Pierre Cheremetieff, qui est notamment président de la Société musicale russe en France, recteur du conservatoire russe de Paris Serge-Rachmaninoff et membre du jury de concours internationaux (dont celui organisé par l'université de Paris II—Panthéon Assas) — continuent à vivre (parfois sous l'orthographe ancienne Chérémetieff).

## Personnalités
- Boris Petrovitch Cheremetiev (1652-1719) — boyard, premier comte russe, chef militaire, diplomate.
- Natalia Cheremetiev (1714-1771) — fille du précédent.
- Vassili Borissovitch Cheremetiev (1622-1682) — boyard, chef militaire.
- Ivan Vassilievitch Cheremetiev (Le Grand) (?—1577) — boyard, chef militaire.
- Ivan Petrovitch Cheremetiev (1580-1647) — homme politique pendant le Temps des troubles (Russie).
- Nikolaï Petrovitch Cheremetiev (1751-1809) — collectionneur et mécène.
- Piotr Borissovitch Cheremetiev (1713-1788) — grand chambellan, général.
- Alexeï Vassilievitch Cheremetiev (1800-1857) — Capitaine-lieutenant (1828) ; conseiller de collège (1844) ; maréchal de la noblesse de Rouza (1857).
- Dmitri Nikolaïevitch Cheremetiev (1803-1871) — mécène.
- Comtesse Élise Cheremetiev (1818-1890) — épouse du pianiste virtuose et compositeur allemand Theodor Döhler (1814-1856).
- Sergueï Alexeïevitch Cheremetiev (1836-1896) —  Aide de camp de l'empereur (1879) ; Général de cavalerie (1891) ; Commandant militaire et vice-roi du Caucase (1892), ataman des Cosaques de Crimée ; membre du Conseil d’État.
- Comte Alexandre Dmitrievich Cheremetiev (1859-1931) — Compositeur, chef d'orchestre et entrepreneur. Petit-fils de Nikolaï et fils de Dmitri.
- Boris Sergueïevitch Cheremetiev (1871-1952) — fils du précédent.
- Tatiana Borissovna Cheremetiev (1901-1983) — fille du précédent et belle-fille de Carl Fabergé.
- Tatiana Fabergé (1930-2020) —fille de la précédente.
- Sergueï Dmitrievitch Cheremetiev (1844-1918) — Historien, homme politique et collectionneur, membre du Conseil d'État de l'Empire russe (1900).
- Vassili Alexandrovitch Cheremetiev  —  membre du Conseil d'État de la Russie impériale (1856).
- Pavel Sergueïevitch Cheremetiev —  Membre du Conseil d'État.
- Pierre Cheremetieff, Président du Conseil international des compatriotes russes (CICR), enregistré le 10 octobre 2003 par le ministère russe de la Justice[3]

## Notes et références

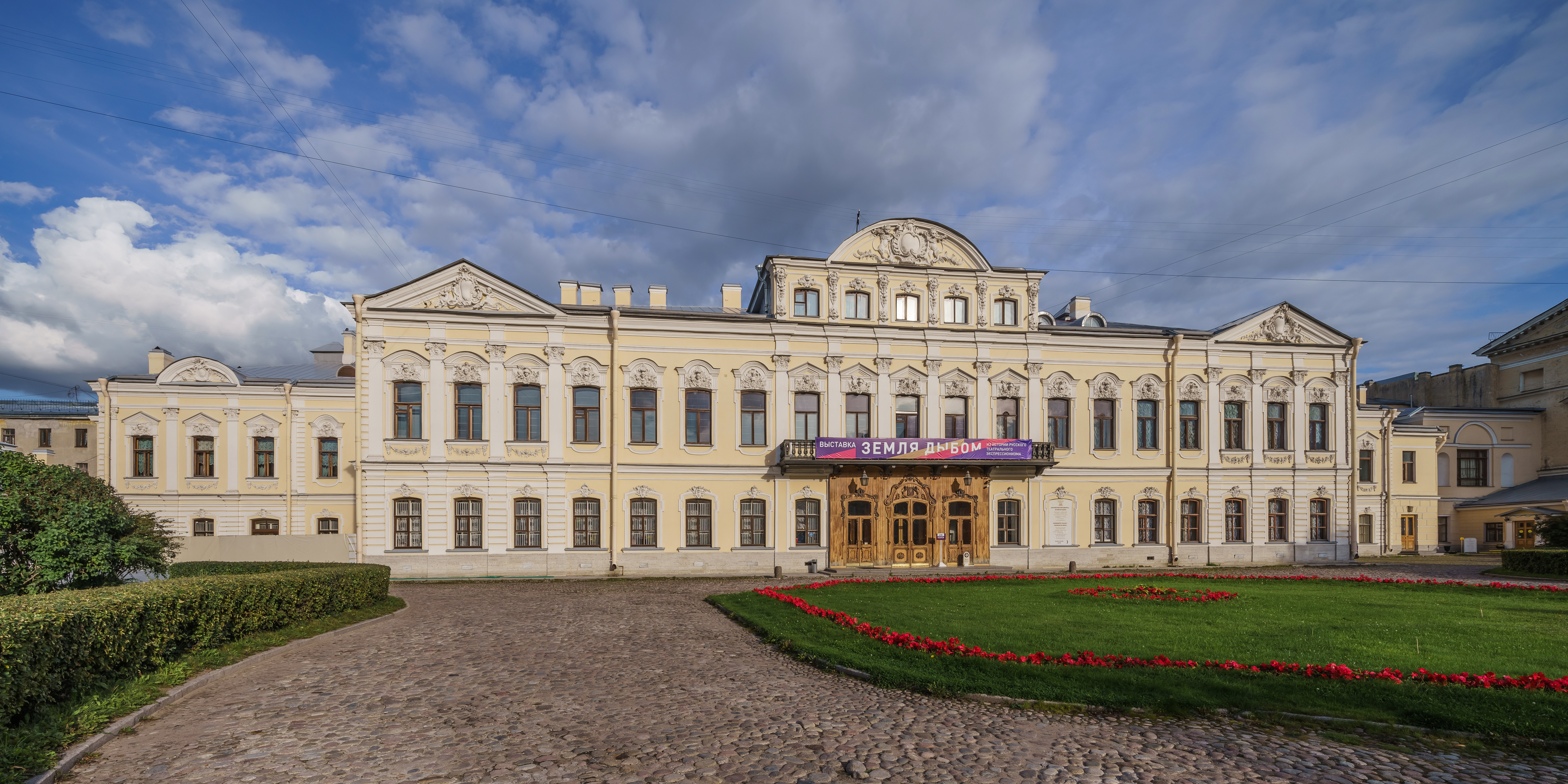
Palais Cheremetiev à Saint-Pétersbourg, 34 quai de la Fontanka